# Яснов, Иван Макарович
Ива́н Мака́рович Ясно́в (11 апреля 1924 года — 28 декабря 1946 года) — участник Великой Отечественной войны, командир танка 36-й танковой бригады 11-го танкового корпуса 1-го Белорусского фронта, Герой Советского Союза, лейтенант.

## Биография
Родился 11 апреля 1924 года в деревне Колычёво (ныне — в Егорьевском муниципальном районе Московской области) в семье лесника. Русский. Окончил 4 класса школы в деревне Раменки Егорьевского района. Затем жил в деревне Пестриково Коломенского района, окончил 7 классов Коробчеевской школы. После окончания школы ФЗУ при Коломенском машиностроительном заводе имени Куйбышева работал слесарем-ремонтником в паросиловом хозяйстве.
В боях Великой Отечественной войны с августа 1941 года. Был стрелком-ополченцем 32-й армии Западного фронта. В октябре 1941 года участвовал в боях в районе города Вязьмы Смоленской области, вышел из окружения. До лета 1942 года работал в городе Егорьевске Московской области.
В Красной армии с августа 1942 года. В 1944 году окончил Горьковское танковое училище. С января 1945 года воевал командиром танка Т-34 на 1-м Белорусском фронте. Участвовал в Висло-Одерской и Берлинской операциях. В боях один раз ранен. Только за один месяц апрель 1944 года Яснов И. М. был награждён поочерёдно двумя орденами Отечественной войны, 2-й и 1-й степени соответственно.
Командир танка 36-й танковой бригады 11-го танкового корпуса младший лейтенант Яснов одним из первых 20 апреля 1945 года ворвался на линию вражеской обороны западнее озера Шермют-цель-зее (Германия). Экипаж подбил тяжёлый танк противника, подавил огонь 2-х противотанковых орудий, уничтожил два взвода пехоты. Первым ворвался в пригород Берлина Лихтенберг.
После Победы лейтенант Яснов продолжал службу в своей части в составе Группы советских оккупационных войск в Германии, был назначен командиром танкового взвода. 28 декабря 1946 года он и водитель полуторки были откомандированы из гарнизона в близлежащий городок для подготовки к встрече Нового, 1947 года. Во время следования машина была остановлена гранатой. В перестрелке с фашиствующей группой недобитых молодчиков лейтенант Яснов и водитель автомашины были убиты.
Похоронен в Берлине на Советском воинском захоронении, микрорайон Шёнхольц, район Панков (Sowjetische Ehrenmal Pankow-Schönholz (Volkspark), Berlin, Deutschland).

## Награды
Указом Президиума Верховного Совета СССР от 31 мая 1945 года за образцовое выполнение боевых заданий командования на фронте борьбы с немецко-фашистскими захватчиками и проявленные при этом мужество и героизм младшему лейтенанту Яснову Ивану Макаровичу присвоено звание Героя Советского Союза с вручением ордена Ленина и медали «Золотая Звезда» (№ 6416).
Награждён орденами Отечественной войны 1-й и 2-й степеней, медалями.

## Память
- Похоронен в Берлине на мемориальном кладбище советских воинов в Панкове.
- В городе Коломне установлен бюст Героя.